# Compatibilitat entre llicències
En informàtica, compatibilitat entre llicències fa referència al problema que s'associa a les llicències aplicables a obres aconseguides per drets d'autor, particularment a les llicències de programari. Aquestes llicències poden contenir requeriments contradictoris i, per aquest motiu, resulta impossible combinar el codi font de diferents paquets de programes o continguts d'aquestes obres per a crear noves obres.

## Exemples
Per exemple, suposem que una llicència diu: versions modificades han d'esmentar els desenvolupadors de tot el material promocional; i una altra llicència detalla: versions modificades no poden contenir requeriments d'atribució addicionals. Si algú combina uns programes que usen la primera llicència amb els que fan servir la segona llicència, seria impossible distribuir de manera legal la combinació d'ambdós programes sense un permís directe dels propietaris del dret d'autor dels dos programes perquè no és possible satisfer simultàniament els dos requeriments. Per tant, aquests dos programes són incompatibles des del punt de vista de les seves llicències.
No totes les llicències aprovades per l'OSI o per la Free Software Foundation (FSF) són compatibles entre si; per tant, no tot els codis sota llicències aprovades per l'OSI o la FSF poden ser barrejats. Per exemple, el programari nou que barreja codis distribuïts sota la Mozilla Public License (MPL) amb codi que s'acull a la Llicència Pública General GNU (GPL) (ambdues llicències han estat aprovades per l'OSI i la FSF) no es pot distribuir d'una manera que no violi els termes de la GPL o la MPL. El diagrama de llicències FLOSS explica la compatibilitat o manca d'ella entre algunes de les llicències més comunes.

## Compatibilitat GPL
Moltes de les llicències més comunes de programari lliure, com ara les llicència MIT (o llicència X11) o la llicència BSD (en el format actual de dues clàusules), i la GNU LGPL (Lesser General Public License de GNU), són "GPL compatibles". És a dir, els seus codis poden ser combinats amb un programa sota la GPL sense inconvenients ni conflictes; la nova combinació estarà coberta completament per la GPL. No obstant això, algunes llicència de programari lliure o de codi obert no són compatibles amb la GPL.